# Andrea Vatulíková

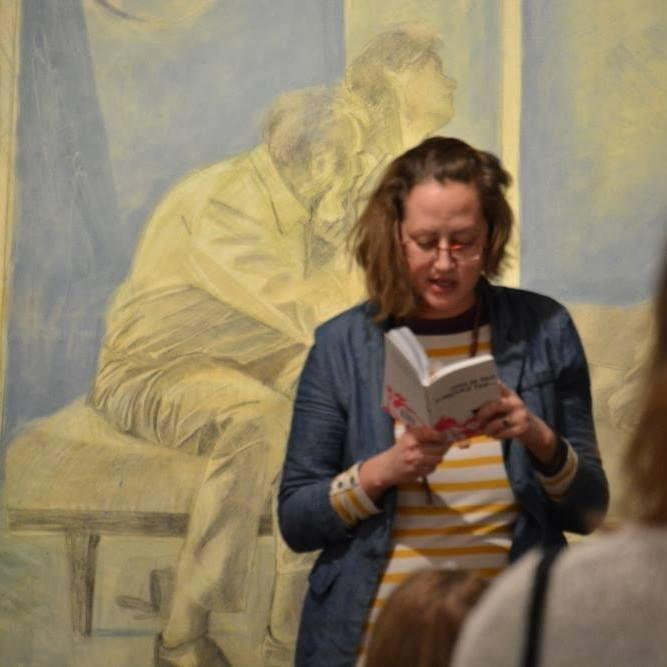
Básnické čtení na vernisáži výstavy Jiné hlasy, jiné pokoje v Galerii města Plzeň (2019). V pozadí obraz Barbory Lungové.

Andrea Vatulíková (* 1984 Brno) je česká básnířka, kulturní publicistka, redaktorka a pedagožka. Uveřejňuje literární recenze a kritiky výtvarného umění. V současné době píše hlavně lektorské posudky na knihy pro nakladatelství Větrné mlýny. Je učitelkou českého jazyka a mediální komunikace na Střední odborné škole multimediální a propagační tvorby v Praze.

## Život
Vystudovala Vyšší odbornou školu a Střední odbornou školu informačních a knihovnických služeb v Brně, na Filozofické fakultě Masarykovy univerzity v Brně ukončila studium oborů management v kultuře a teorie interaktivních médií, v roce 2017 dokončila doktorské studium pod vedením Dr. Kaliopi Chamonikoly na Katedře teorií a dějin umění Fakulty výtvarných umění Vysokého učení technického v Brně.
Pro různá média píše zejména výtvarné kritiky (Ateliér, Artalk) a literární a divadelní recenze (Host, iLiteratura, Tvar). Publikuje eseje, rozhovory (Literární noviny, Host) a básně (Tvar, Liter.cz). Je představitelkou queer poezie.
Knižně debutovala v roce 2010 sbírkou básní Ona je ten tragický typ…. V roce 2011 vytvořilo brněnské HaDivadlo z těchto veršů hudebně-vizuálně-dramatické pásmo. Některé její básně byly přeloženy do slovinštiny a staly se součástí Evropské antologie současné lesbické poezie.
V roce 2021 vydala v nakladatelství Větrné mlýny knihu I když se umíš smát jak dalajláma s podtitulem 'román v poezii'. Literární kritička Simona Racková o ní napsala: "Jestli má současná česká poezie nějakou plnokrevnou beatnici, pak je to Andrea Vatulíková."
Byla finalistkou soutěže Básne SK/CZ 2021. Ve stejnojmenném sborníku byly publikovány její nejnovější básně z chystané sbírky ITS OK, PLUTO.
V publikaci Stýkání: Výbor ze současné prózy a poezie ze slovinské, české a slovenské queer literatury jí v roce 2018 vyšlo několik básní.
V almanachu Na věky věků byla uveřejněna její povídka Věk 23 aneb Narozeniny, do antologie Země žulových křížů přispěla básněmi pod názvem Příběhy z hor. Jedna její báseň byla otištěna ve sborníku Sto nejlepších českých básní 2012.
Andrea Vatulíková se zabývala také umělecko-kurátorskou činností, pořádáním výstav a tvorbou divadelních představení.

## Dílo
- VATULÍKOVÁ, Andrea. Ona je ten tragický typ. 1. vyd. Praha: Galén, 2010. ISBN 978-80-7262-684-7. Básnická sbírka, knihu ilustrovala Sylva Hinková
- VATULÍKOVÁ, Andrea. Symposium Bod nula: předvýrazový, předznakový tanec energií: performativní umění napříč žánry.. 1. vyd. Brno: Vysoké učení technické v Brně, Fakulta výtvarných umění, 2018. ISBN 978-80-214-5674-7.
- VATULÍKOVÁ, Andrea. I když se umíš smát jak dalajláma. 1. vyd. Brno: Větrné mlýny, 2021. ISBN 978-80-7443-407-5. Básnická sbírka, knihu ilustrovala Barbora Lungová